# Hilton Hotels & Resorts
Hilton Hotels & Resorts (tidligere Hilton Hotels) er et globalt brand indenfor hoteller og feriesteder og et datterselskab til virksomheden Hilton Worldwide.
30. december 2019 er der 584 Hilton Hotels & Resorts ejendomme med 216.379 værelser i 94 lande.
Det første Hilton-hotel blev åbnet i 1919 af Conrad Hilton i Cisco, Texas.